# سيرجيو فيرارا
سيرجيو فيرارا (بالإيطالية: Sergio Ferrara)‏ هو فيزيائي نظري وفيزيائي إيطالي، ولد في 2 مايو 1945 في روما في إيطاليا.